# Hélio Adelar Rubert
Hélio Adelar Rubert (ur. 11 maja 1945 w Segredo) – brazylijski duchowny katolicki, arcybiskup Santa Maria w latach 2004–2021.

## Życiorys
18 grudnia 1971 otrzymał święcenia kapłańskie. Studiował na rzymskim Anselmianum i uzyskał na tejże uczelni tytuł licencjata. Inkardynowany do diecezji Santa Maria, był m.in. wykładowcą miejscowych seminariów, a także rektorem jednego z diecezjalnych sanktuariów.
4 sierpnia 1999 został mianowany biskupem pomocniczym archidiecezji Vitória, ze stolicą tytularną Flenucleta. Sakry biskupiej udzielił mu ówczesny arcybiskup Vitórii - abp Silvestre Luís Scandián.
24 marca 2004 został mianowany ordynariuszem diecezji Santa Maria. 13 kwietnia 2011 po podniesieniu diecezji do rangi metropolii został jej pierwszym arcybiskupem metropolitą.
2 czerwca 2021 papież przyjął jego rezygnację z pełnionego urzędu złożoną ze względu na wiek. 